# Пэйтон, Барбара
Ба́рбара Ли Пэ́йтон (англ. Barbara Lee Payton), в девичестве Редфилд (англ. Redfield; 16 ноября 1927, Клоке, Миннесота, США — 8 мая 1967, Сан-Диего, Калифорния, США) — американская киноактриса.

## Биография
Барбара Пэйтон родилась 16 ноября 1927 года и была дочерью бизнесмена и домохозяйки. Выросла в Техасе. В 17 лет Пэйтон отправляется в Голливуд и почти сразу заключает контракт с Universal Studios, начинает появляться в кино в небольших ролях. В 1950 году Барбара получает свою первую главную роль в фильме «Распрощайся с завтрашним днём». Годом позже Пэйтон играет в фильме «Только отважные» с Грегори Пеком и в мистическом фильме «Невеста гориллы». В 1963 году выпустила автобиографию I am not Ashamed. В 1967 году переехала к родителям. Умерла 8 мая 1967 года.

## Личная жизнь
В 1951 году Барбара Пэйтон знакомится и начинает встречаться с актёром Франшо Тоуном. Будучи уже помолвленной она предложила пожениться актёру Тому Нилу, с которым она сыграла в нескольких фильмах. Мужчины подрались, и Франшо Тоуну потребовалась вмешательство пластической хирургии. После выхода Тоуна из больницы Пэйтон почти сразу выходит за него замуж, но через 53 дня разводится с ним. После этого Барбара возвращается к Нилу, и их отношения длятся 4 года.
Барбара Пэйтон была четыре раза замужем: за школьной любовью Уильямом Ходжем, за Франшо Тоуном, Джорджем Провасом, единственный сын Джон Ли Пэйтон-младший родился 14 марта 1947 года во втором браке с Джоном Ли Пэйтоном.
Из-за тяжёлой жизни и постоянных депрессий Барбара начала злоупотреблять алкоголем и наркотиками, что в конечном итоге привело к ухудшению её внешнего и физического состояния. Из-за того, что актриса не могла разобраться со своими проблемами, она постепенно начала превращаться в банкрота.
В 1955—1963 годах у Барбары несколько раз произошли стычки с законом.
Бурная жизнь и вредные привычки привели к трагическим последствиям. В начале 1967 года Пэйтон заболела, а уже 8 мая 1967 года скончалась от проблем с сердцем и печенью в Сан-Диего, куда переехала к родителям незадолго до смерти. Актриса была кремирована и похоронена в Сан-Диего. Её трагическая биография стала сюжетом нескольких книг.

## Фильмография
| Год  |   | Русское название              | Оригинальное название      | Роль                        |
| ---- | - | ----------------------------- | -------------------------- | --------------------------- |
| 1955 | ф | Моё дело — убивать            | Murder Is My Beat          | Иден Лейн                   |
| 1953 | ф |                               | Run for the Hills          | Джейн Джонсон               |
| 1953 | ф | Большой рейд Джесси Джеймса   | The Great Jesse James Raid | Кейт                        |
| 1953 | ф | Четырёхсторонний треугольник  | Four Sided Triangle        | Лена/Хелен                  |
| 1953 | ф | Опасная блондинка             | The Flanagan Boy           | Лорна                       |
| 1951 | ф | Невеста гориллы               | Bride of the Gorilla       | Госпожа Дина Ван Гелдер     |
| 1951 | ф |                               | Drums in the Deep South    | Кэти Саммерс                |
| 1951 | ф | Только отважные               | Only the Valiant           | Кэти Эвершам                |
| 1950 | ф | Даллас                        | Dallas                     | Фло                         |
| 1950 | ф | Распрощайся с завтрашним днём | Kiss Tomorrow Goodbye      | Холидей Карлтон             |
| 1949 | ф |                               | The Pecos Pistol           | Кэй МакКормик               |
| 1949 | ф | Попавший в ловушку            | Trapped                    | Мэг Диксон / Лори Фредерикс |
| 1949 | ф | Серебряное масло              | Silver Butte               | Рита Лэндон                 |
| 1949 | ф | Только раз, моя дорогая       | Once More, My Darling      | девушка-фотограф            |